# Byczki
Byczki – wieś w Polsce położona w województwie łódzkim, w powiecie skierniewickim, w gminie Godzianów.
Wieś Byczki powstała w 1345 roku i była własnością Ziemowita III.
Wieś arcybiskupstwa gnieźnieńskiego w ziemi rawskiej województwa rawskiego w 1792 roku.
W latach 1975–1998 miejscowość administracyjnie należała do województwa skierniewickiego.